# Żabi Przechód
Żabi Przechód (słow. Žabia priehyba) – przełęcz w słowackich Tatrach Wysokich. Znajduje się w Jaworowej Grani, którą na północny zachód wysyła zwornikowy wierzchołek Małego Jaworowego Szczytu. Leży w grupie Jaworowych Wierchów, pomiędzy Zielonym Wierchem Jaworowym a Żabim Wierchem Jaworowym.
Już dawniej Żabi Przechód był obiektem znanym przez myśliwych. Stanowił on dogodne przejście pomiędzy doliną Rówienki, odnogą Doliny Białej Wody, a Doliną Żabią Jaworową, odnogą Doliny Jaworowej.

## Historia
Pierwsze wejścia turystyczne:
- Karol Englisch i Adolf Kamiński, 1 sierpnia 1902 r. – letnie,
- Jadwiga Pierzchalanka i Jerzy Pierzchała, 24 marca 1936 r. – zimowe.